# Тибетский институт в Риконе

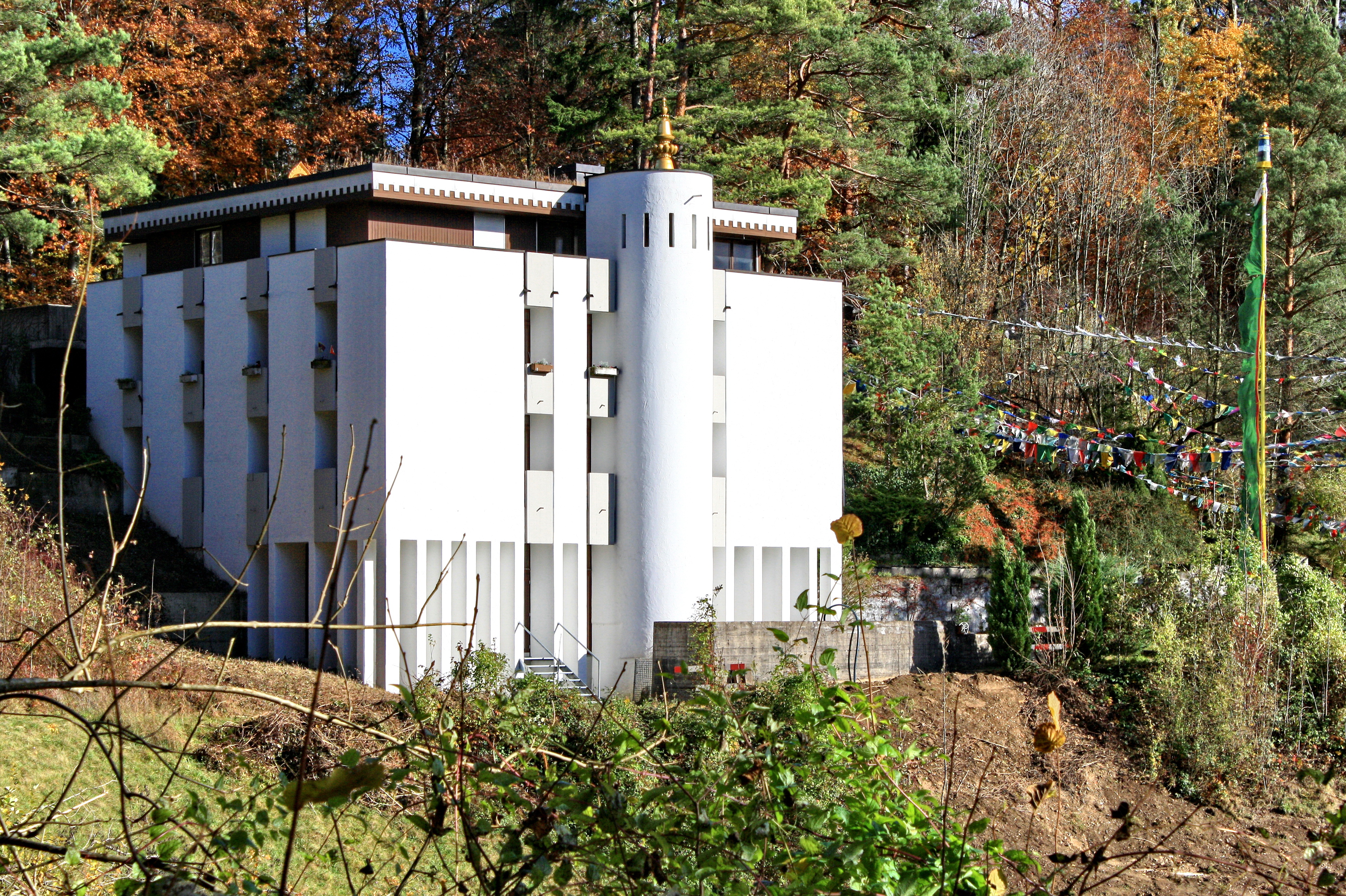
Здание тибетского института в Риконе (ноябрь 2009)

Тибетский институт в Риконе (нем. Tibet-Institut Rikon) — некоммерческая организация, расположенная в деревне Рикон коммуны Целль в Швейцарии. Институт является буддийским тибетским монастырём, но зарегистрирован как некоммерческая организация, поскольку в Швейцарии не разрешено создавать новые монастыри по причинам секуляризации.

## История
Швейцария была одной из первых стран в Западном полушарии, которая в 1961 году разрешила беженцам из Тибета селиться на своей территории в больших количествах. Анри и Жак Кун (владельцы Metallwarenfabrik AG Heinrich Kuhn, сейчас — Kuhn Rikon AG) предложили работу и проживание группе беженцев. Они поддержали создание монастырского Тибетского института для духовной и культурной заботы о тибетцах в Швейцарии, а также для сохранения и поддержания тибетской культуры для будущих поколений.
Тибетский институт в Риконе был основан под патронажем Далай-ламы XIV, который подчеркнул важность монастырей тибетского народа в изгнании и послал настоятеля и четырёх монахов из Индии в Рикон. Здания по проекту архитектора Или Флюк (Ueli Flück) были заложены 29 июля 1967 года. 9 ноября 1968 года Тибетский институт был освящен Триджангом Ринпоче и Лингом Ринпоче.
В Швейцарии проживает около трёх с половиной тысяч тибетцев, что является третьей по величине тибетской диаспорой в мире после Индии/Непала и США. 8 апреля 2010 года Далай-лама посетил монастырь в Риконе по случаю 50-летия поселения тибетских беженцев в Швейцарии.

## Культурная и религиозная деятельность
Тибетский институт и его община являются важной частью культурной и религиозной жизни тибетцев в Швейцарии и способствует пониманию тибетской культуры западными людьми, интересующимися буддизмом и Тибетом. Институт организует публичные мероприятия, имеет собственную библиотеку, готовит публикации. Проект института «Наука встречается с Дхармой» (Science meets Dharma) предоставляет тибетским монахам и монахиням доступ к западной научной культуре. Монашеская община поддерживает научные исследования в области тибетологии.

## Монашеская община
В 2009 году монашеская община Тибетского института в Риконе состояла из 9 тибетских монахов. Четвёртый настоятель монастыря, Геше Пунцог Таши, был назначен Далай-ламой XIV в 1996 году. С 2007 года монастырь состоит из представителей всех основных традиций тибетского буддизма: Ньингма, Кагью, Сакья и Гелуг.
Настоятели монастыря:
- Геше Угьен Цетен (1-й настоятель, 1967–1974)
- Геше Тамдин Рабтен (2-й настоятель, 1975–1979)
- Геше Гедун Сангпо (3-й настоятель, 1979–1995)
- Геше Пунцок Таши (4-й настоятель, с 1996)

## Галерея

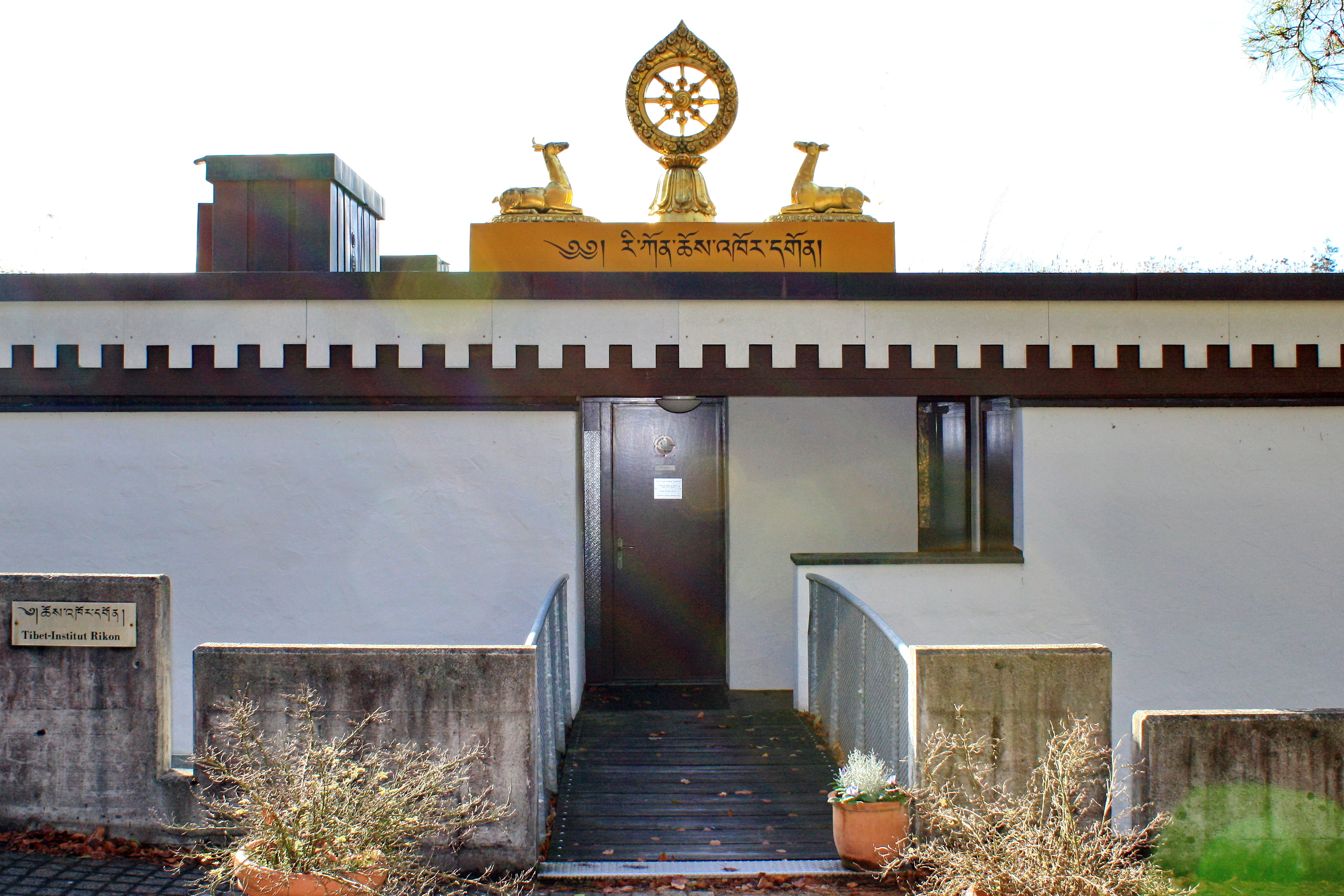
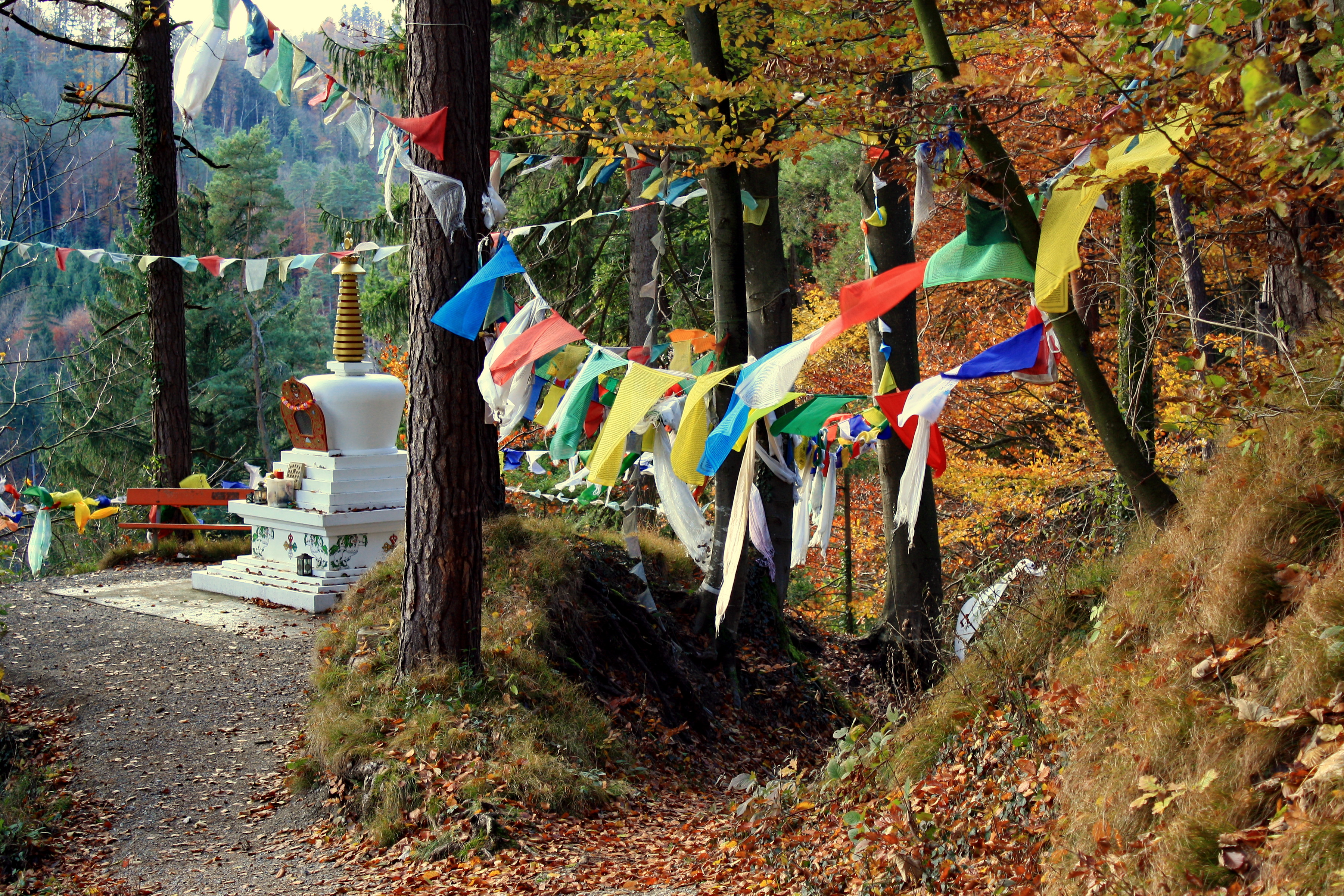
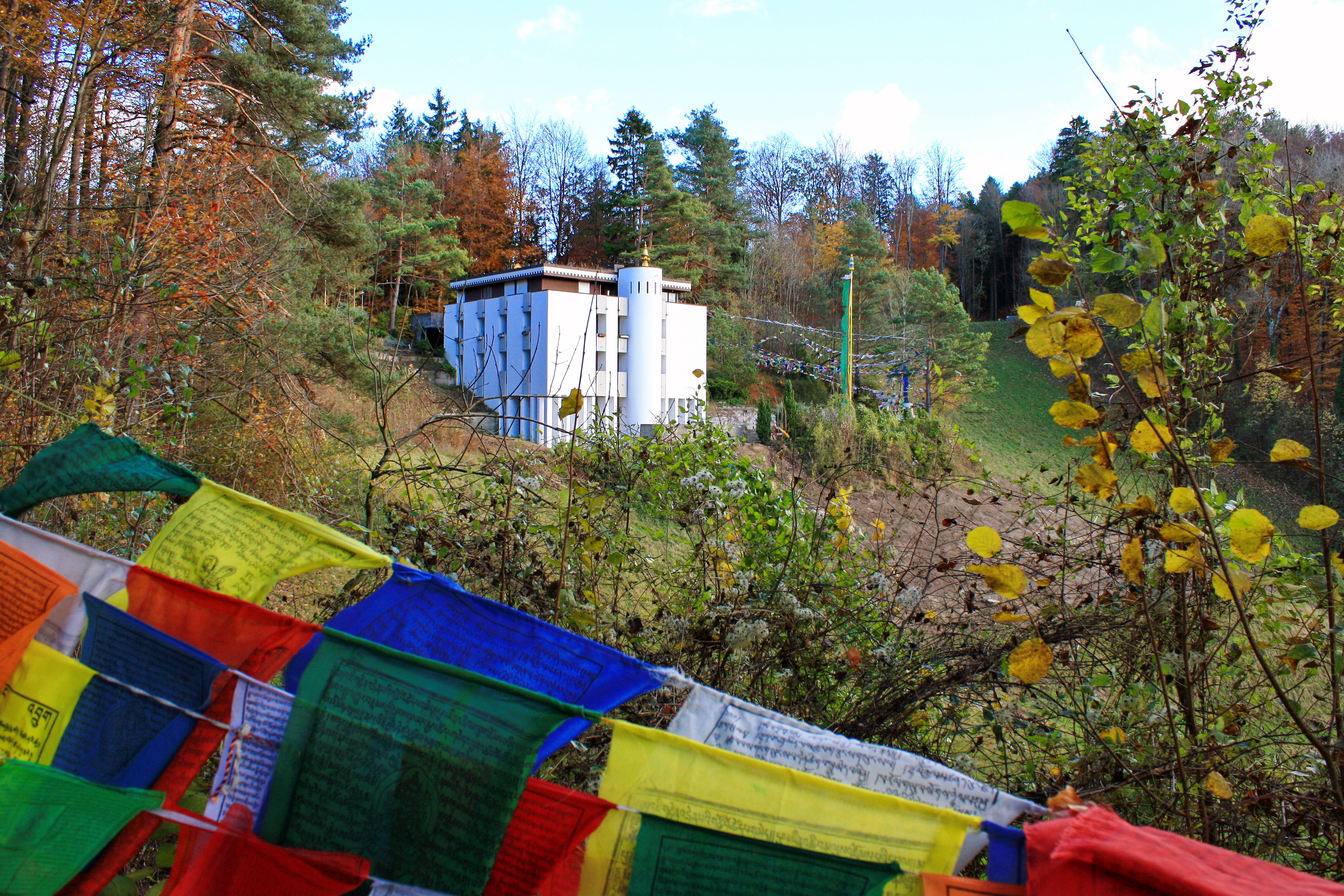

## См.также
- Список тибетских монастырей
- Гомпа